# Первомайское (Сокулукский район)
Первомайское (кирг. Биринчи Май) — село в Сокулукском районе Чуйской области Кыргызстана. Административный центр Первомайского айылного аймака.

## География
Село расположено в центральной части области, к северу от Большого Чуйского канала, на расстоянии приблизительно 3 километров (по прямой) к северо-востоку от села Сокулук, административного центра района. Абсолютная высота — 710 метров над уровнем моря.

## Население
Согласно оценочным данным Национального статистического комитета Кыргызской Республики, численность населения села на начало 2023 года составляла 2057 человек.
| год     | 2009 | 2014 | 2015 | 2020 | 2021 | 2023 |
| ------- | ---- | ---- | ---- | ---- | ---- | ---- |
| человек | 1728 | 1823 | 1804 | 1964 | 2244 | 2057 |